# Hornow-Wadelsdorf

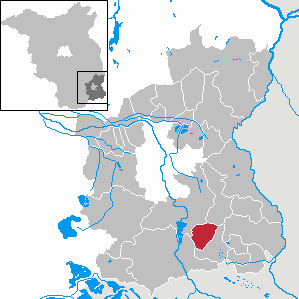
Lage von Hornow-Wadelsdorf im Landkreis Spree-Neiße

Hornow-Wadelsdorf, niedersorbisch Lěšće-Zakrjejc, war eine Gemeinde im Landkreis Spree-Neiße in Brandenburg, die vom 31. Dezember 2001 bis zum 1. Januar 2016 existierte.

## Geografie
Die Gemeinde lag im Südosten des Landes Brandenburg in der Niederlausitz nahe der Grenze zum Freistaat Sachsen und zu Polen im angestammten Siedlungsgebiet der Sorben/Wenden. Auf einer Fläche von 21,36 km² lebten 603 Einwohner (Stand: 31. Dezember 2014). Ortsteile waren Hornow (sorb. Lěšće) und Wadelsdorf (Zakrjejc). Die Postleitzahl war 03130, die Telefonvorwahl 035698.

## Geschichte
Hornow-Wadelsdorf entstand am 31. Dezember 2001 aus dem freiwilligen Zusammenschluss der bis dahin selbstständigen Gemeinden Hornow und Wadelsdorf. Die Gemeinde gehörte zunächst dem Amt Hornow/Simmersdorf und nach dessen Auflösung am 5. März 2003 dem Amt Döbern-Land an. Am 1. Januar 2016 wurde die Gemeinde Hornow-Wadelsdorf aufgelöst und ihre Ortsteile in die Stadt Spremberg eingemeindet. Hornow und Wadelsdorf bilden seither eigenständige Ortsteile von Spremberg.

## Bevölkerungsentwicklung
| 1875 | 510 | 199 | 1950 | 636 | 196 | 2001 | 693 |
| 1890 | 517 | 182 | 1964 | 542 | 180 | 2005 | 666 |
| 1910 | 619 | 187 | 1971 | 509 | 220 | 2010 | 605 |
| 1925 | 565 | 194 | 1981 | 451 | 211 | 2014 | 603 |
| 1933 | 585 | 182 | 1989 | 465 | 226 |      |     |
| 1939 | 516 | 164 | 1995 | 457 | 226 |      |     |
| 1946 | 625 | 188 | 2000 | 467 | 244 |      |     |

Gebietsstand des jeweiligen Jahres, ab 2011 auf Basis des Zensus 2011

## Politik

### Gemeindevertretung
Die letzte Gemeindevertretung hatte nach der Wahl am 25. Mai 2014 acht Mitglieder. Fünf Sitze entfielen auf die Wählergruppe „Für Hornow-Wadelsdorf“ und drei auf die SPD.

### Bürgermeister
- 2003–2006: Wolfgang Jazosch (parteilos)
- 2006–2008: Lothar Hendrischk (SPD)[6]
- 2008–2016: Antoinette Leesker (Wählergruppe „Für Hornow-Wadelsdorf“)[7]

Die letzte ehrenamtliche Bürgermeisterin Antoinette Leesker wurde am 25. Mai 2014 mit 63,3 % der Stimmen für eine weitere Amtszeit gewählt.

## Sehenswürdigkeiten

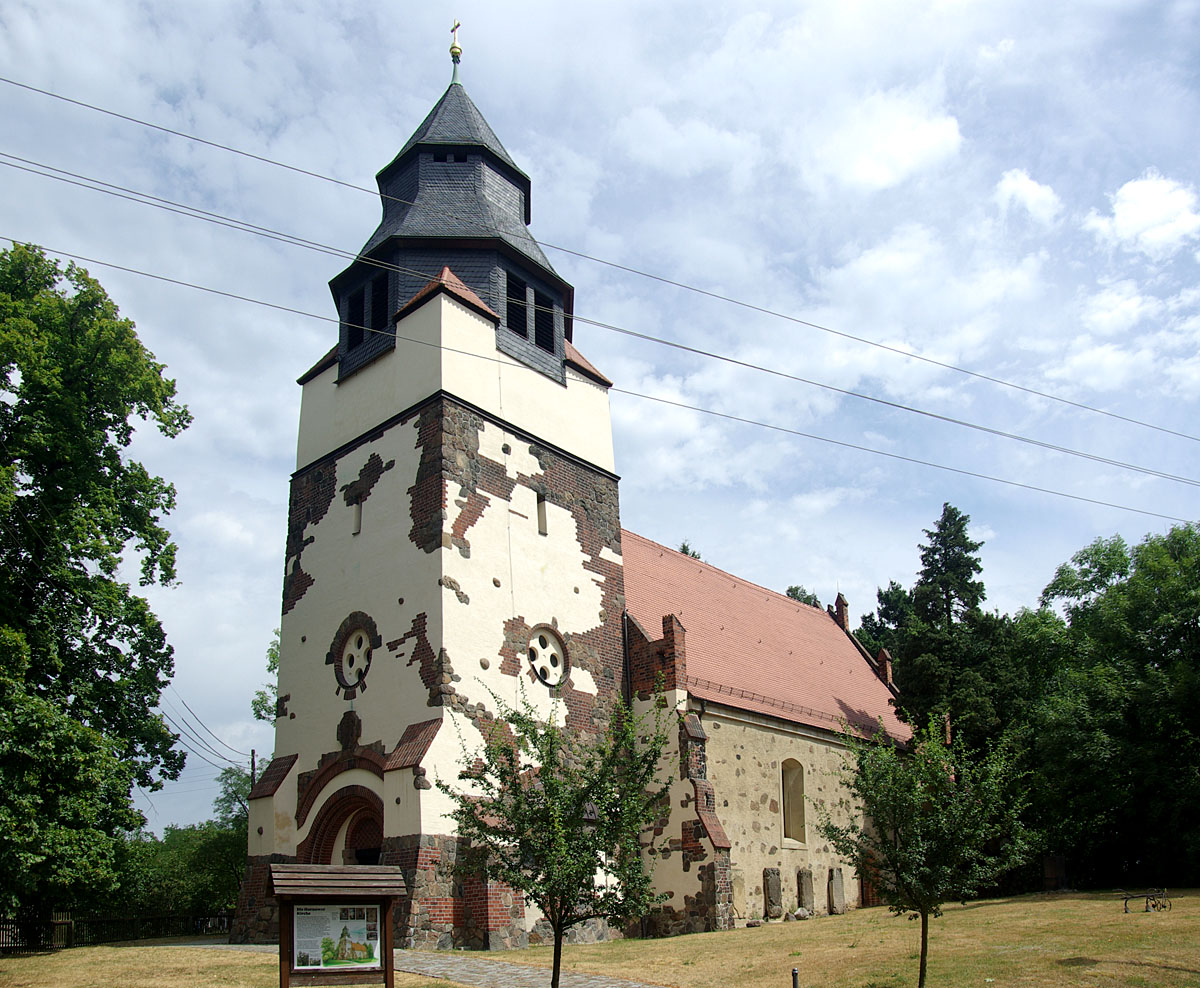
Dorfkirche Hornow

In der Dorfkirche Hornow wurde der spätere Pionier Carl Klinke getauft. Eine Gedenktafel neben dem Altar erinnert an den so genannten „Düppelstürmer“: „Karl / Klinke / geb. den 15. Juni 1840 / zu Bohsdorf / Pionier im 3. Bataillon / fand den Heldentod / beim Sturm auf Schanze / II vor Düppel / den 18. April 1864 / Ein braver Soldat / Treu bis in den Tod / Gott und seinem König / Die Königl. II Cavallerie Brigade“.
Die Eiche neben der Kirche hat einen Brusthöhenumfang von 7,36 m (2016).

## Verkehr
Hornow-Wadelsdorf lag im Verkehrsverbund Berlin-Brandenburg. Die Buslinien 56 und 178 von Neißeverkehr verbanden das Doppeldorf mit dem nächsten Bahnhof im etwa zehn Kilometer entfernten Spremberg, wochentags auch mit Forst (Lausitz).